# كاندومبليه

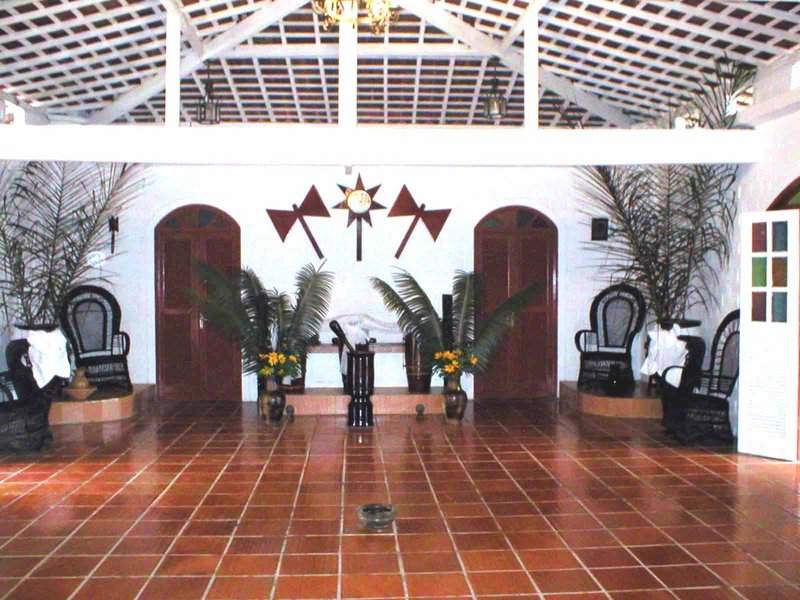
أحد معابد الكاندومبليه في البرازيل.

كاندومبليه (بالبرتغالية: Candomblé‏) هي ديانة برازيلية ذات أصول أفريقية تمارس بشكل رئيسي في البرازيل. نشأت هذه الديانة في مدينة السلفادور في باهيا في القرن التاسع عشر، في الوقت الذي كانت تعتبر فيه من أهم الطرق لتوزيع المنتجات والعبيد في البرازيل. وعلى الرغم من أن كاندومبليه تمارس بشكل رئيسي في البرازيل، فهي منتشرة أيضاً في بعض الدول المجاورة مثل الأوروغواي، والأرجنتين، وباراغواي وفنزويلا؛ ويتبعها حوالي مليونيّ شخص.
تعتمد هذه الديانة على الروح في البيئة الطبيعية، وبالتالي هي نوع من الإحيائية. وأستقت الديانة معتقداتها من المعتقدات التقليدية لشعب اليوروبا والفون والبانتو والتي جُلبت من غرب ووسط أفريقيا من قبل الأسرى المستعبدين في الإمبراطورية البرتغالية. بين عام 1549 وعام 1888 تطور الدين في البرازيل متأثرًا بمعرفة الكهنة الأفارقة المُستعبدين الذين واصلوا تعليم دينهم وثقافتهم ولغتهم. بالإضافة إلى ذلك، استوعبت الكاندومبليه عناصر رومانيًّة كاثوليكيَّة وتشمل جوانب من التقاليد الأمريكية الأصلية.
كتقليد شفهي، لا تحتوي الديانة على نصوص مقدسة. ويُؤمن ممارسي الكاندومبليه بالخالق الأعلى الذي يدعى أولدماري، والذي تخدمه الآلهة الصغرى، والتي تسمى أوريشا. ويُعتقد أن كل ممارس له أوريشا وصاية أو حماية خاصة به، والتي تتحكم في مصيره أو عمله. وتُعد الموسيقى والرقص جزءًا مهمًا من احتفالات الكاندومبليه، حيث أن الرقصات تُمكّن المصلين من التملك بواسطة الأوريشا. خلال الطُقوس يُقدّم المشاركون عروضًا مثل المعادن والخضروات والحيوانات. تعاليم الكاندومبليه لا تشمل ازدواجيَّة الخير والشر. ويجب على كل شخص الوفاء بمصيره على أكمل وجه، بغض النظر عن ماهية ذلك.

## تاريخ

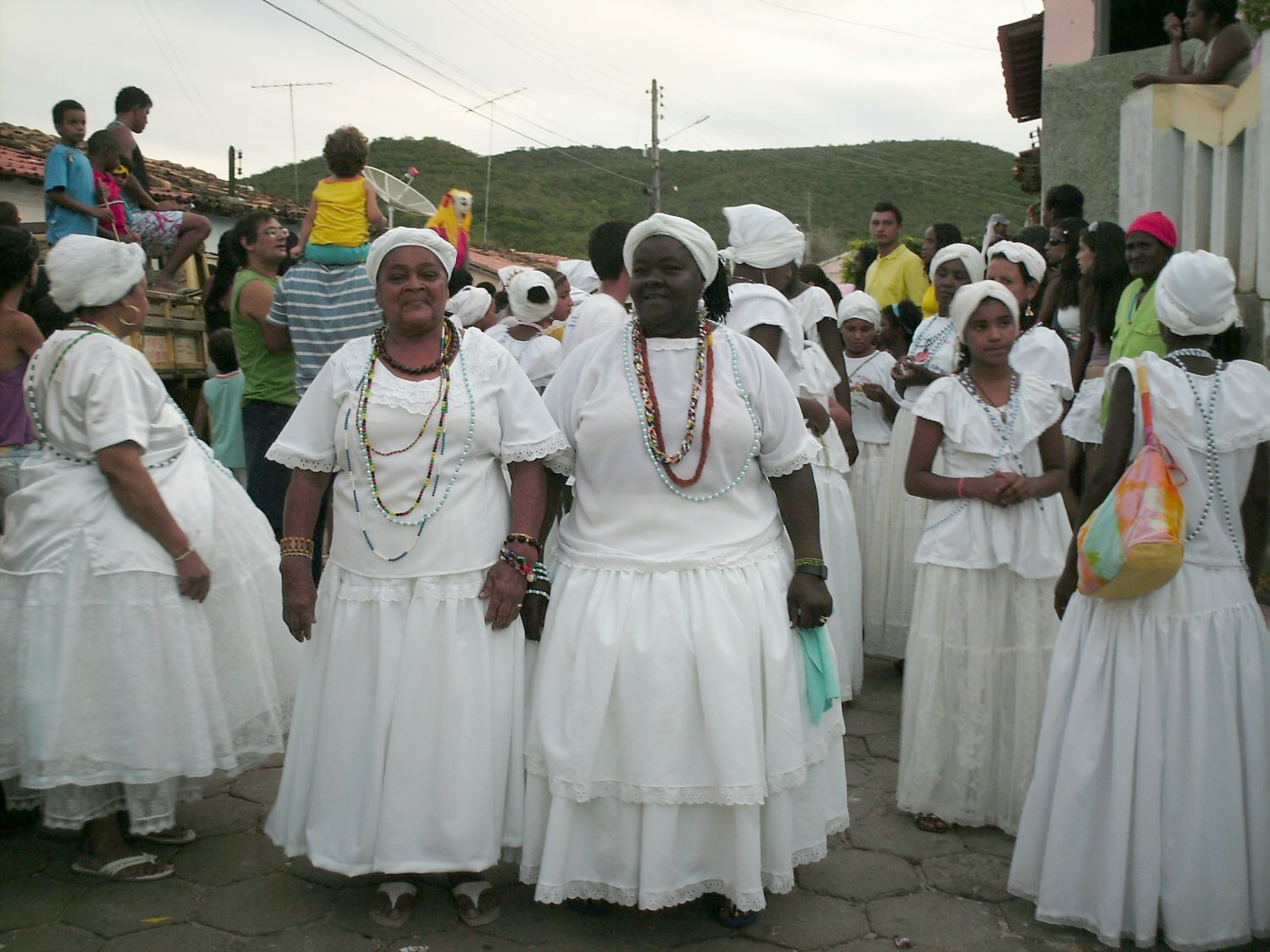
نساء من أتباع الكاندومبليه في باهيا.

نشأت الكاندومبليه بين الأفارقة المستعبدين الذين تم نقلهم إلى البرازيل خلال تجارة الرقيق في المحيط الأطلسي. ومنذ الأيام الأولى لتجارة الرقيق، شعر العديد من مالكي العبيد وقادة الكنيسة الكاثوليكية أنه من المهم تحويل الأفارقة المستعبدين. ولقد اعتقدوا أن هذا سوف يفي بالتزاماتهم الدينية ويقود المستعبدين ليكونوا أكثر خضوعًا لوضعهم. يشير بعض المؤرخين إلى أن الأفارقة أجبروا على التخلي عن دياناتهم التقليدية لقطع علاقاتهم بماضيهم.
على الرغم من أن الكنيسة نجحت في كثير من الحالات، لم يتم تحويل جميع العبيد. مارس البعض منهم الديانة المسيحية ظاهريًا ولكنهم صلوا سراً من أجل إلههم أو الآلهة الأفريقيَّة أو أرواح أجدادهم. في البرازيل، رأى أتباع الكاندومبليه في التبجيل الكاثوليكي للقديسين تشابهًا مع دينهم. وجد أبناء قومية البانتو نظامًا مشتركًا للعبادة مع السكان الأصليين في البرازيل، ومن خلال هذا الصدد، فقد تعلموا عبادة الأسلاف التي كانت جزءًا من أنظمتها التقليدية. وغالباً ما أخفوا الرموز المقدسة لآلهتهم داخل شخصيات قديسة كاثوليكيَّة. في المجتمعات المعزولة في البلاد، كان من السهل خلق الأخويات الكاثوليكية حيث يلتقي العبيد مع بعضهم البعض. ومع ذلك، كانت هذه اللقاءات فرصة لممارسة عبادة الكاندومبليه وللاحتفال بالأعياد الدينية الخاصة بهم. وكانت أيضاً فرصة للمتعبدين لجمع وتخطيط التمردات ضد أسيادهم.
تم إدانة الكاندومبليه من قبل الكنيسة الكاثوليكية. وتعرض أتباع الديانة للإضطهاد بما في ذلك الحملات العامة بقيادة الحكومة والشرطة. وبدأ قمع الدين الأفريقي في أوائل فترة حقبات الإستعمار البرتغالي، مع خضوع القادة الروحيين لمحاكم التفتيش. وأدان قانون العقوبات البرازيلي لعام 1850 المشعوذ والدجال. وتعرض كل من القادة الدينيين للديانة الكاندومبليه لهجوم من قبل الشرطة. ومع اعتماد الكاثوليكية كدين الدولة، هددت الممارسات الدينية الأخرى السلطة العلمانية.
توقف الاضطهاد في عقد 1970 مع إلغاء القانون الذي يتطلب إذناً من الشرطة لعقد احتفالات دينية عامة وازدادت شعبية الديانة في البرازيل منذ ذلك الحين، مع ما يصل إلى مليوني شخص يتبعون هذا الإيمان. وتحظى الديانة بشعبية خاصةً في السلفادور في باهيا، وفي المنطقة الشمالية الشرقية من البرازيل، والتي هي أكثر عزلة عن غيرها من التأثيرات وكانت تضم على نسبة عالية من الأفارقة المستعبدين. يزور الكثير من أتباع الكاندومبليه البلدان الأفريقية لمعرفة المزيد عن إيمان أسلافهم. بالنسبة للعديد من المتابعين، لا تُعتبر كاندومبليه مسألة معتقد ديني فحسب، بل هي أيضًا مسألة استعادة الهوية الثقافية والتاريخية للأفارقة العرقيين، على الرغم من أن هوياتهم القبلية المنفصلة قد حجبتها الشعوب التي تم خلطها في المجتمعات أثناء العبودية وبعدها.

## اقرأ أيضاً
- إفا